# Wurmartige Kette
Das Modell der wurmartigen Kette (auch WLC-Modell von englisch worm-like chain, seltener Porod-Kratky-Kette) ist ein Modell zur physikalischen Beschreibung von steifen Polymeren. Es ist komplexer als das Modell der frei beweglichen Kette und eignet sich für steife Polymere wie doppelsträngige DNA, doppel- und einzelsträngige RNA und Proteine.

## Eigenschaften
Das WLC-Modell beschreibt näherungsweise einen durchgängig, an definierten Stellen flexiblen, isotropen Stab. Im Gegensatz dazu ist der Stab im Freely-Jointed-Chain-Modell nur an manchen Stellen flexibel. Im WLC-Modell zeigen die Segmente ungefähr in die gleiche Richtung. Bei Raumtemperatur nimmt das Polymer eine gekrümmte Konformation an, am absoluten Nullpunkt nimmt der Stab eine steife Konformation an.
Bei einem Polymer der Länge {\displaystyle l} wird der Pfad des Polymers als {\displaystyle s\in (0,l)} parametrisiert, mit dem unit tangent vector {\displaystyle {\hat {t}}(s)} der Kette bei {\displaystyle s} und {\displaystyle {\vec {r}}(s)} als Positionsvektor entlang der Kette.
{\displaystyle {\hat {t}}(s)\equiv {\frac {\partial {\vec {r}}(s)}{\partial s}}} und der Endpunkteabstand {\displaystyle {\vec {R}}=\int _{0}^{l}{\hat {t}}(s)ds}.
Es kann gezeigt werden, dass die Korrelationsfunktion der Orientierung für eine worm-like chain dem exponentiellen Zerfall folgt:
{\displaystyle \langle {\hat {t}}(s)\cdot {\hat {t}}(0)\rangle =\langle \cos \;\theta (s)\rangle =e^{-s/P}\,},
mit {\displaystyle P} als charakteristische Persistenzlänge. Ein typischer Wert ist das Quadrat des mittleren Endpunkteabstandes des Polymers:
{\displaystyle {\begin{aligned}\langle R^{2}\rangle &=\langle {\vec {R}}\cdot {\vec {R}}\rangle \\&=\left\langle \int _{0}^{l}{\hat {t}}(s)ds\cdot \int _{0}^{l}{\hat {t}}(s')ds'\right\rangle \\&=\int _{0}^{l}ds\int _{0}^{l}\langle {\hat {t}}(s)\cdot {\hat {t}}(s')\rangle ds'\\&=\int _{0}^{l}ds\int _{0}^{l}e^{-\left|s-s'\right|/P}ds'\\\langle R^{2}\rangle &=2Pl\left[1-{\frac {P}{l}}\left(1-e^{-l/P}\right)\right]\end{aligned}}}
Im Grenzfall {\displaystyle l\gg P} ist {\displaystyle \langle R^{2}\rangle =2Pl}. Dies kann verwendet werden, um zu zeigen, dass die Kuhn-Länge der doppelten Persistenzlänge eines WLC-Polymers entspricht.

## Streckung von Polymeren
Bei einer gegebenen Temperatur wird die Entfernung der beiden Enden des Polymers deutlich kürzer als die Konturlänge {\displaystyle L_{0}} sein. Dies wird durch thermische Fluktuationen verursacht, die im Ruhezustand in einer spulenförmigen, zufälligen Konformation resultiert. Durch Streckung des Polymers verringert sich das verfügbare Spektrum an Fluktuationen, was eine entropische Kraft gegen die von außen einwirkende Verlängerung erzeugt. Die entropische Kraft kann durch folgende Hamilton-Gleichung geschätzt werden:
{\displaystyle H=H_{\text{entropic}}+H_{\text{external}}={\frac {1}{2}}k_{\mathrm {B} }T\int _{0}^{L_{0}}P\cdot \left({\frac {\partial ^{2}{\vec {r}}(s)}{\partial s^{2}}}\right)^{2}ds-xF}.
mit der Konturlänge {\displaystyle L_{0}}, der Persistenzlänge {\displaystyle P}, der Streckung und der Kraft in {\displaystyle xF}.
Durch Rasterkraftmikroskope und optische Pinzetten können die Kraft-abhängige Dehnung des Polymers bestimmt werden. Folgende Interpolation wurde zur Näherung des Kraft-Streckungsverhaltens wurde von J. F. Marko, E. D. Siggia (1995) entwickelt:
{\displaystyle {\frac {FP}{k_{\mathrm {B} }T}}={\frac {1}{4}}\left(1-{\frac {x}{L_{0}}}\right)^{-2}-{\frac {1}{4}}+{\frac {x}{L_{0}}}}
mit {\displaystyle k_{\mathrm {B} }} als Boltzmannkonstante und {\displaystyle T} als absolute Temperatur.

## Extensible Worm-like Chain model
Mit zunehmender Streckung werden Polymere elastisch. Beispielsweise bei der Streckung von DNA bei neutralem pH-Wert, einer Ionenstärke von 100 mM und Raumtemperatur muss die Übereinstimmung mit dem Modell enthalpisch anhand des Zugmoduls {\displaystyle K_{0}} betrachtet werden:
{\displaystyle H=H_{\text{entropisch}}+H_{\text{enthalpisch}}+H_{\text{extern}}={\frac {1}{2}}k_{\mathrm {B} }T\int _{0}^{L_{0}}P\cdot \left({\frac {\partial {\vec {r}}(s)}{\partial s}}\right)^{2}ds+{\frac {1}{2}}{\frac {K_{0}}{L_{0}}}x^{2}-xF}
mit der Konturlänge {\displaystyle L_{0}}, der Persistenzlänge {\displaystyle P}, der Ausdehnung {\displaystyle x} und der externen Kraft {\displaystyle F}. Darin befindet sich der entropische Term, der die Änderung der Konformation betrachtet und der enthalpische Term, der die Ausdehnung unter äußerer Krafteinwirkung betrachtet. Der enthalpische Term ist hier als lineare Hookesche Feder beschrieben.
Verschiedene Näherungen basieren auf der angewendeten Kraft. Für die Bereiche kleiner Kräfte unter zehn Pikonewton wurde die folgende Interpolation formuliert:
{\displaystyle {\frac {FP}{k_{\mathrm {B} }T}}={\frac {1}{4}}\left(1-{\frac {x}{L_{0}}}+{\frac {F}{K_{0}}}\right)^{-2}-{\frac {1}{4}}+{\frac {x}{L_{0}}}-{\frac {F}{K_{0}}}}.
Bei größeren Kräften, bei denen die Polymere deutlich gestreckt sind, gilt folgende Näherung:
{\displaystyle x=L_{0}\left(1-{\frac {1}{2}}\left({\frac {k_{\mathrm {B} }T}{FP}}\right)^{1/2}+{\frac {F}{K_{0}}}\right)}.
Ein typischer Wert für die Dehnsteifigkeit (unter Zug) von doppelsträngiger DNA ist etwa 1000 pN, und etwa 45 nm für die Persistenzlänge.